# Eduardo Azuaje

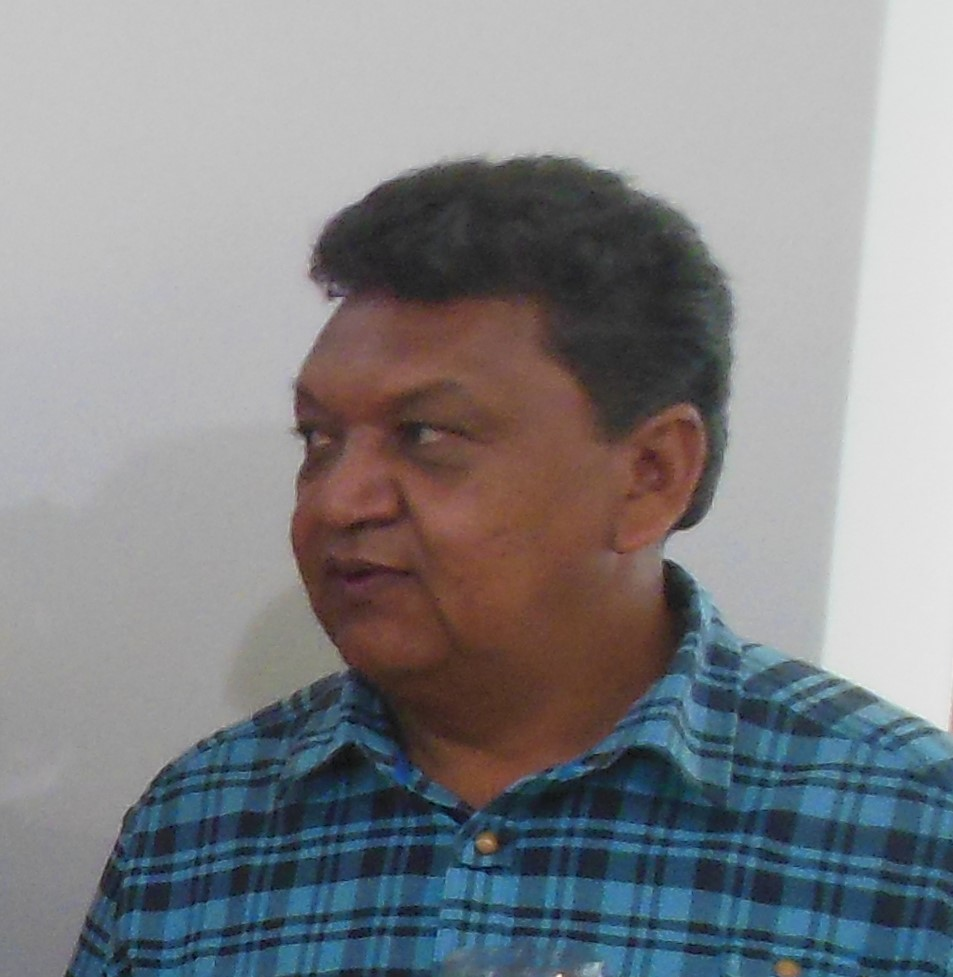
Retrato de Eduardo Azuaje, 2016.

Eduardo Azuaje (1968, Pariaguán, Venezuela) es un pintor y escultor venezolano. Su obra se inserta en las diversas tendencias informales en el arte figurativo de ese país.

## Biografía
Nace en Pariaguán, Estado de Anzoátegui en 1968. Su formación la realiza entre 1985 y 1989 en la Escuela de Artes Visuales Cristóbal Rojas en Caracas. Es miembro fundador de los Talleres Crea 10 en 1993 y al año siguiente de Caracas Flash Video-Espacio 2003.
En 2004 funda junto al Museo de Escultura Contemporánea de Pariaguán el Centro de las Artes Eduardo Azuaje. Se trata de un proyecto piloto ubicado en los jardines de la residencia familiar.
En la actualidad realiza su trabajo creativo entre Caracas y Pariaguán.

## Obra y trayectoria
La obra de Eduardo Azuaje ha tenido importantes cambios. Entre 1991 y 2001 su pintura se centraba en la expresión lírica de la naturaleza así como de las huellas primigenias de las culturas indígenas. Paulatinamente sus temas cambiaron. A partir de 2012, su obra se centra en la crítica política y social.
Siendo testigo del deterioro político y social que ha aquejado a su país en los últimos años, expresa este malestar representando desde entonces a figuras humanas aisladas, torturadas o destruidas. En muchos casos, más bien son los protagonistas del mal, representando la rabia y su poder destrucción. Las pinceladas son violentas, los colores turbios y se hace evidente su carga agresiva.
En ese mismo año 2012, en ocasión de un evento colectivo titulado Hacia el plano verde, Azuaje realiza por vez primera una pieza tridimensional hecha enteramente con huesos de animales. Se trata de su primera gran "maleta", que marca el punto de partida de las obras escultóricas que realiza desde entonces a la actualidad. Con estas piezas Azuaje trata de manera cruda y desgarrada el tema de la muerte. Con huesos de animales ensambla y representa diversas partes corporales humanas: brazos, piernas, manos, cabezas, etc. Atrás quedan sus obras de carácter contemplativo para centrarse en una obra crítica y muy cuestionadora. Son pinturas y esculturas que expresan la rabia, el desgarramiento y finalmente las diversas caras del horror.
Este tema ha devenido en un gran proyecto en el que Azuaje ha logrado crear "un interés por las dimensiones insospechadas de la muerte, entendida como una consecuencia directa de la violencia en sus diversos estados, naturalezas y manifestaciones en las sociedades contemporáneas."
En el año 2020, inicia su colaboración con Mario Pérez quien hizo la curaduría del proyecto titulado "Sin estrellas", se trataba de una exposición colectiva integrada por seis obras entre las que se encontraban dos instalaciones: "Espejo", también conocida como "Muro" de Meyer Vaisman y "Jardín seco"  de Annette Lemieux, adicionalmente se encontraba expuesta la video-instalación "Lluvia de fuego" realizada por Mario Pérez, así como los videos "Alien" de Nikola Uzunovski, "Dame un museo" de Régulo Pérez y "Arrastrar" de Eduardo Azuaje. La producción y realización de las obras se extendió hasta el año 2022 y la muestra se inauguró el 30 de julio de ese mismo año en el Museo de Bellas Artes de Caracas.
Luego de un largo período de inactividad, la Galería Blasini, ubicada en Caracas, reabrió sus puertas bajo el nombre de Galería Blasini Morrison con la exposición individual de Eduardo Azuaje titulada "Articular", bajo la curaduría y museografía de Mario Pérez, la misma incluía una selección de esculturas del artista, dibujos y por primera vez un conjunto de pinturas que representaba la producción escultórica del artista anteriormente realizada con huesos, algunas imágenes del montaje y notas sobre la muestra fueron publicadas en el perfil en Instagram de Azuaje.
En 2024, Azuaje participó en la exposición "Sin estrellas 2", esta nueva edición tuvo lugar en la Sala Experimental del Museo de Bellas Artes de Caracas, en ella también participaron Kishio Suga, Gary Kuehn, Meyer Vaisman, Annette Lemieux y Mario Pérez como artista y curador de la muestra. Dicho evento expositivo estuvo caracterizado por emplear únicamente luces de emergencia para iluminar las obras expuestas. 

## Exposiciones individuales
- 2023 Articular. Galería Blasini Morrison, Caracas.
- 2017 Sin cordero de Dios. Aproximación a una poética de la muerte. Museo de Arte Contemporáneo, Caracas
- 2016 Memorias de lo arcano. Galería Magnolias Fine Arts, Madrid
- 2001 Trópico negro, Galería Ara, Miami
- 1999 Territorio de Omao, Galería Leo Blasini, Caracas
- 1998 Obras recientes, Galería Moro, Maracaibo
- 1997 Confrontaciones, Galería Leo Blasini, Caracas
- 1995 Fragmentaciones telúricas, Galería Leo Blasini, Caracas
- 1993 Materias sugestivas, Galería 125, Caracas
- 1992 Rastros primigenios, Galería Arte Hoy, Caracas
- 1991 Reflejos indígenas, Galería 125, Caracas

## Exposiciones colectivas
- 2024 Sin estrellas 2, Museo de Bellas Artes, Caracas
- 2022 Sin estrellas, Museo de Bellas Artes, Caracas
- 2022 Analogías, Galería de Arte Nacional, Caracas
- 2016 Expresionismos. Sala William Werner, Centro de Artes Integradas, Caracas
- 2015 6 en el 116, Galería de Arte Florida, Caracas
- 2014 Videoarte Caracas Flash, Centro de Arte Los Galpones, Caracas
- 2013 Intervenciones en el espacio, Centro de Arte Integradas, Caracas
- 2012 Hacia el plano verde, Centro de Arte Integradas, Caracas
- 2010 LVXIX Salón Bienal Arturo Michelena, Valencia, Estado Carabobo
- Museo de Arte Contemporáneo de Caracas
- Collection of Venezuelan Art, Premiere Exhibition, Galería Altamira, Bogotá, Colombia
- 2009 Longer Days and More Color, Galería Altamira
- 2008 Bienal de Escultura Francisco Narváez, Porlamar, Estado Nueva Esparta
- 2006 Sendero de Escultura, Universidad Metropolitana, Caracas
- 2005 Caracas Flash – Video, Espacios Torre Corp Banca; Caracas
- 2004 LVI Salón Arturo Michelena, Ateneo de Valencia, Estado Carabobo
- 2003 En Progreso, Espacio central, Caracas
- Caracas Flash, Videospaces, Espacio Central, Caracas
- Visiones paralelas, Casa de los Arcos, Maracay, Estado Aragua
- 2002 LIV Salón Arturo Michelena, Ateneo de Valencia, Estado Carabobo
- 2000 Homenaje a Rufino Tamayo, Museo de Arte Contemporáneo Sofía Imber, Caracas
- Gran Subasta Internacional, Museo de Arte Contemporáneo Sofía Imber, Caracas
- Once miradas al Tercer Milenio, Sala James Chapell, New York
- Artexpo, Grupo Venezuela, San Francisco, California
- Taller Internacional del Artistas La Llama, Venezuela
- 1998 Bienal Internacional Barrio en América, Centro de Arte Lía Bermúdez, Maracaibo
- Cosecha, Centro de Arte Li, Caracas
- Salón Grandes y Jóvenes de hoy, Paris, Francia,
- Museo Memorial de América Latina, Sao Paulo, Brasil
- Quince miradas en la pintura venezolana de hoy, CONAC, Caracas
- 39 x 39, Galería 39, El Hatillo, Caracas
- 1997 V Bienal Christian Dior, Centro Cultural Consolidado, Caracas
- 1996 XXI Salón Nacional de Arte Aragua, Museo de Arte Contemporáneo de Maracay Mario Abreu
- Oriente contemporáneo, Sala Cultural Corpoven, Puerto La Cruz
- Caracas Interactiva, Ateneo de Caracas, Venezuela
- 1995 XX Salón Nacional de Arte Aragua, Museo de Arte Contemporáneo de Maracay Mario Abreu
- LII Salón Arturo Michelena, Ateneo de Valencia, Estado Carabobo
- II Salón Pirelli, Museo de Arte Contemporáneo Sofía Imber, Caracas
- 1994 LII Salón Arturo Michelena, Ateneo de Valencia, Estado Carabobo
- Técnicas mixtas, Sala Alternativa, Caracas
- II Bienal de Artes Plásticas de Mérida
- IV Bienal Nacional del Guayana, Museo de Arte Jesús Soto, Ciudad Bolívar
- II Bienal Camille Pissarro, Centro Cultural Consolidado, Caracas
- 1993 II Bienal Nacional de Artes Plásticas, Puerto La Cruz
- LI Salón Arturo Michelena. Ateneo del Valencia, Estado Carabobo
- 1992 Art Festival of América, Washington
- 1990 V Salón Nacional de Arte Aragua, Museo de Arte Contemporáneo de Maracay Mario Abreu
- III Bienal de Artes Visuales de Oriente, Ateneo de Cumaná, Estado Sucre
- I Bienal Nacional de Artes Plásticas, Puerto La Cruz, Estado Anzoátegui
- XIV Salón Anual de Arte Bijoux Wizo, Caracas

## Reconocimientos
- 2007 Mención especial IX Bienal Nacional de Escultura Francisco Narváez
- 2002 Premio Medalla de Oro, Salón de Arte Cerro Negro, Barcelona, Venezuela
- 2001 Premio España, Bienal Internacional de Bolivia Siart
- 2000 Premio Salón Siete de Diciembre, Alcaldía de Maturín
- 1995 Premio Armando Reverón para un artista joven, AVAP, Caracas
- 1994 Premio Municipal Los Salias, San Antonio de Los Altos